# Nesticus gondai
Nesticus gondai är en spindelart som beskrevs av Takeo Yaginuma 1979. Nesticus gondai ingår i släktet Nesticus och familjen grottspindlar. Inga underarter finns listade i Catalogue of Life.